# Hatutu
Hatutu (znane również pod nazwą Hatutaʻa) – mała, bezludna wysepka położona wśród archipelagu Markizów na Oceanie Spokojnym w Polinezji Francuskiej, około 3 km na północny wschód od wyspy Eiao. Powierzchnia wyspy jest bardzo górzysta, a najwyższe wzniesienie sięga 428 m n.p.m.

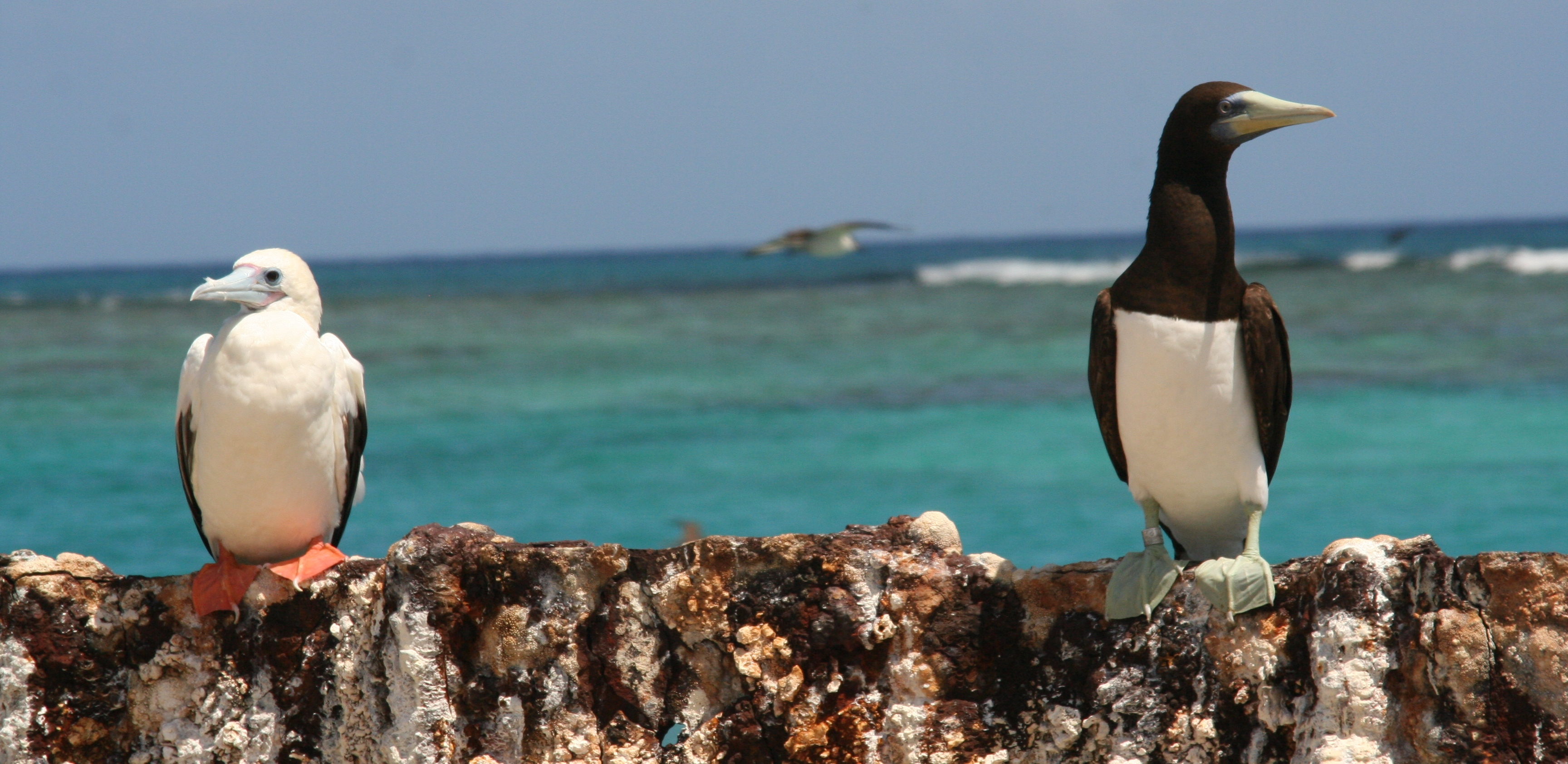
Para głuptaków na Hatutu

W 1992 wyspa została zadeklarowana jako rezerwat przyrody, ze względu na częste występowanie tam głuptaka niebieskonogiego.